# Praktunderblomma
Praktunderblomma (Mirabilis multiflora) är en art i familjen underblommeväxter och kommer ursprungligen från sydvästra och sydcentrala USA till norra Mexiko. Arten växter på torra, steniga och sandiga platser, till 2500 meter över havet. Praktunderblomma kan odlas som utplanteringsväxt i Sverige och används även som rusdrog.
Praktunderblomma är en flerårig ört med knöllika rötter. Stjälkarna är upprätta eller uppåtstigande, 30-80 cm långa. Bladen är runda till äggrunda, tjocka, glandelhåriga, senare kala. Bladskivan blir 3-12 cm lång. Blommorna är smalt trumpetformade, magentaröda, 4-6 cm långa och sitter sex stycken tillsammans i ett klocklikt svepe. Frukten är 6-11 mm, elliptisk.

## Synonymer
- Mirabilis multiflora . (Torr.) A.Gray
- Mirabilis multiflora subsp. glandulosa (Standl.) Pilz
- Mirabilis multiflora subsp. pubescens (S.Watson) Munz
- Mirabilis multiflora var. glandulosa (Standl.) J.F.Macbr.
- Mirabilis multiflora var. obtusa (Standley) J.F.Macbr.
- Mirabilis multiflora var. pubescens S.Watson
- Oxybaphus multiflorus Torr.
- Quamoclidion multiflorum . (Torr.) Torr. ex A.Gray
- Quamoclidion multiflorum subsp. glandulosum Standl.
- Quamoclidion multiflorum subsp. obtusum Standl.